# Andrew Cohen (diplomatico)
Andrew Benjamin Cohen (7 ottobre 1909 – 17 giugno 1968) è stato un diplomatico inglese.

## Biografia
Andrew apparteneva ad una famiglia anglo-ebraico. Egli era un discendente di Levi Barent Cohen, il fondatore della più antica famiglia aschenazita della Gran Bretagna. Studiò al Malvern College e il Trinity College di Cambridge.

## Carriera

### Rhodesia e Nyasaland
Come Assistente Sottosegretario per gli affari africani, Cohen fu coinvolto nelle trattative per uno Stato federale della Rhodesia e del Nyasaland nel 1950. Cohen, traumatizzato dalla Shoah, era un anti-razzista e un sostenitore dei diritti africani. 

### Governatore dell'Uganda
Nel 1952 è stato nominato Governatore dell'Uganda, con il compito di preparare il paese per l'indipendenza. Riorganizzò il Consiglio legislativo per includere i rappresentanti africani eletti dai distretti in tutta l'Uganda, creando così le basi per un parlamento rappresentativo. Inoltre introdusse delle iniziative economiche, tra cui l'istituzione della dell'Uganda Development Corporation.

### Nazioni Unite
Dal 1957 Cohen è stato il rappresentante del Regno Unito al Consiglio di amministrazione fiduciaria delle Nazioni Unite. Nel 1959 è stato un membro della missione speciale della Samoa per negoziare la loro indipendenza dalla Nuova Zelanda.

## Morte
Fu segretario permanente del Ministro dello sviluppo d'oltremare dal 1964 fino alla sua morte, per un attacco di cuore, nel 1968.